# Лука (Ново Место на Ваху)
Лука (слч. Lúka) насељено је мјесто са административним статусом сеоске општине (слч. obec) у округу Ново Место на Ваху, у Тренчинском крају, Словачка Република.

## Становништво
| Година:    | 1994. | 2004.   | 2014.    | 2024.    |
| ---------- | ----- | ------- | -------- | -------- |
| Број људи: | 553   | 577     | 657      | 734      |
| Разлика:   |       | +4,33 % | +13,86 % | +11,71 % |

| Година:    | 2023. | 2024.   |
| ---------- | ----- | ------- |
| Број људи: | 723   | 734     |
| Разлика:   |       | +1,52 % |

Према подацима о броју становника из 2024. године насеље је имало 734 становника.